# Benny's Video
Benny's Video és una pel·lícula de terror psicològic austríaca dirigida per Michael Haneke i protagonitzada per Arno Frisch, Angela Winkler i Ulrich Mühe. Ambientada a Viena, se centra en Benny, un adolescent que veu gran part de la seva vida com destil·lada a través d'imatges de vídeo, i els seus pares benestants, Anna i Georg, que permeten a Benny centrar-se en les càmeres de vídeo i les imatges. La pel·lícula va guanyar el premi FIPRESCI als 6ns Premis del Cinema Europeu de 1993.

## Argument
L'adolescent Benny està obsessionat amb les gravacions de pel·lícules i les càmeres. Els seus pares emocionalment absents, Georg i Anna, li proporcionen televisors, reproductors de cassets i aparells de gravació per fomentar l'afició del seu fill, aparentment inconscient de la seva fascinació per la violència filmada. Benny veu repetidament un vídeo casolà que va rodar en una granja europea, que captura la matança d'un porc amb una pistola de forrellat captiva.
Una festa centrada en un joc anomenat Pilot i passatgers és trencada per Georg i Anna quan tornen a casa. L'Eva, la seva filla que viu separada d'ells, és l'amfitrió de la festa, i a través de l'interrogatori de Benny es revela que Eva ha aprofitat l'absència prevista dels seus pares per organitzar la festa improvisada a casa seva.
Quan en Georg i l'Anna se'n van de nou el cap de setmana, Benny convida a casa una noia que ha vist fora del videoclub local. Li ensenya el vídeo de la matança del porc, i parlen de la pel·lícula. Ella li pregunta si va fer la pel·lícula ell mateix, després li pregunta com era veure morir el porc i si mai ha vist una persona morta de veritat. Benny respon que no ho ha fet i que els cadàvers de les pel·lícules són falsos. A continuació, descobreix i carrega la pistola de matança. L'agafa contra el pit i desafia a la noia a descarregar-lo. Quan ella es nega, ell la titlla de covarda. Ell la subjecta contra el seu pit, i quan dubta, ella també l'anomena covard. Ell dispara l'arma, i ella cau. La seva caiguda revela un monitor de vídeo, en el qual la veiem arrossegant-se lluny de Benny i completament fora de marc. Aleshores veiem Benny corrent per tornar a carregar l'arma i tornar per disparar-li una segona vegada, la noia arrossegant-se parcialment cap al quadre i, finalment, Benny tornant a carregar i disparar una tercera vegada, aquesta vegada matant-la.
Després de la pràctica del cor, Benny torna a casa. Allà, quan comença el cap de setmana, Benny cobreix el cos de la noia i repassa la motxilla de l'escola, organitza una vetllada amb els amics, després trasllada el cos de la noia a un armari i neteja la sang. Part de la neteja es veu a través d'un monitor de vídeo mentre Benny edita un vídeo de l'experiència. Benny surt a un club de ball i es passa la nit a casa del seu amic. De camí a casa, va a un cinema, mira aparadors i es talla el cabell fins al cuir cabellut.
Després que els seus pares tornin, el seu pare arenga Benny sobre el seu tallat de cabells, preguntant-li si Benny havia pensat en com reaccionarien els altres davant d'ell ara. Més tard, mentre la família està veient les notícies a l'habitació de Benny, Benny canvia el senyal al vídeo que ha fet de si mateix matant la noia. Benny revela el cos al seu armari i Georg treu la cinta de vídeo. Pregunta si algú més en sap, i mitjançant un minuciós interrogatori descobreix que no hi ha testimonis. A la sala d'estar, Georg enumera desapassionadament a l'Anna les opcions que tenen: o bé alertar les autoritats, amb el consegüent judici de negligència dels pares i col·locació del seu fill en una institució psiquiàtrica, o bé destruir les proves. Benny enregistra la seva conversa mentre finalment decideixen desmembrar el cos en petits trossos i tirar-lo pel desguàs.
L'Anna s'emporta Benny de vacances a Egipte, i la càmera de vídeo sempre present els capta a tots dos al seu hotel, al poble, recorrent tombes antigues, veient planadors de vela a la platja i fins i tot un moment privat d'Anna. al bany Hi ha diverses trucades telefòniques des d'una cabina a l'oficina de correus, amb Benny i Anna prenent el telèfon per separat. Benny sembla amb prou feines afectat per l'assassinat que va cometre, i sembla incapaç d'entendre per què la seva mare esclata a plorar en un moment de les vacances. Quan tornen a casa després de sis dies, l'apartament està net de qualsevol rastre de la noia. Georg, que s'havia quedat a casa, va aconseguir tallar el cos en trossos prou petits com per tirar-lo al vàter o treure'l d'una altra manera. Aquella nit, Georg li pregunta a Benny per què la va matar, i Benny respon: "No ho sé... Volia veure com és, possiblement". Georg pregunta com ha anat, i Benny s'arronsa d'espatlles com a resposta.
Al vídeo, apareix un pilot i passatgers en una festa organitzada per l'Eva, aquesta vegada amb el permís del Georg i l'Anna. En realitat, l'Anna i el Georg miren el vídeo amb Benny i parlen del bé que juga la seva filla. Més tard, Georg i Anna assisteixen al concert de la coral on es troba Benny. De nou, en realitat, es mostra la gravació de Benny dels seus pares parlant de l'eliminació del cos i una veu en off pregunta: "Per què ens ho portes ara?" Benny està sent entrevistat per policies, i ell només respon: "Perquè". Sense preguntes següents, Benny li pregunta si pot marxar ara. Després, Benny es troba amb Georg i Anna al passadís i, després d'un llarg moment, diu: "Entschuldigung" (traduït com "Ho sento"). Al vídeo, es veuen els seus pares acompanyats per agents de policia.

## Repartiment
- Arno Frisch com a Benny
- Angela Winkler com a Anna, la mare de Benny
- Ulrich Mühe com a Georg, el pare de Benny
- Stephanie Brehme com a Eva
- Stefan Polasek com a Ricci
- Ingrid Stassner com a Mädchen
- Christian Pundy
- Max Berner
- Hanspeter Müller
- Shelley Kästner

## Anàlisi
Escrivint a The Pleasure and Pain of Cult Horror Films: An Historical Survey (2009), Bartłomiej Paszylk assenyala que Benny's Video captura el fenomen de la "cultura vídeo" que va començar als anys vuitanta. i es va continuar desenvolupant en el moment en què es va fer la pel·lícula.
Alguns crítics i espectadors, inclòs el cineasta Maximilian Le Cain, assenyalen que, malgrat l'acte de violència de Benny, segueix sent un personatge simpàtic i que la pel·lícula finalment acusa temàticament els seus pares descontents. Paszylk suggereix que la pel·lícula està estructurada d'una manera que fa que sigui "difícil reconèixer el veritable dolent de la pel·lícula".
L'estudiosa cinematogràfica Catherine Wheatley observa que la pel·lícula presenta de manera destacada un "pertorbació metatextual dels nivells de realitat" a través de la seva integració estètica de les imatges de la càmera de vídeo portàtil, el so i les càmeres estàtiques de Benny, fent que l'audiència estigui en una relació "extremadament allunyada i objectiva" amb el narrativa."

## Llançament
Benny's Video es va estrenar al Festival de Cinema de Canes el 13 de maig de 1992. Posteriorment es va estrenar al Festival de Cinema de Nova York el 28 de setembre de 1993.

### Resposta crítica
Stephen Holden de The New York Times va elogiar la pel·lícula i va escriure: "El que li dona una autenticitat freda a la pel·lícula és la interpretació esgarrifosa d'Arno Frisch en el paper principal. Fresc i sense somriure, amb una mirada fosca inescrutable, el seu Benny és l'apoteosi del que l'autor George W. S. Trow ha anomenat "el nen fred", o un jove insensible el despreniment i la curta capacitat d'atenció han estat modelats per la televisió. En altres paraules, el Sr. Trow afegeix: "Un sàdic."" La pel·lícula va obtenir una "menció d'honor" de William Arnold del Seattle Post-Intelligencer a la seva llista de les millors pel·lícules de 1994.
Escrivint per a Film4, Matt Glasby va descriure la pel·lícula com "el cinema de la por més que de la sorpresa; un thriller que trepitja el teló (sense emocions) sobre com el mal s'arrossega sense veure's quan tot sembla segur, immòbil i banal".
Eric Henderson, que va revisar la pel·lícula per a Slant Magazine l'any 2006, la va ridiculitzar, considerant-la "un atac envanit, despectiu i passiu-agressiu contra els efectes deshumanitzadors dels mitjans de comunicació, sense ni tan sols la decència comuna d'oferir estridències sensacionalistes per reforçar les seves afirmacions reaccionaries i irresponsables posteriorment."
El juliol de 2023, la pel·lícula té un 64% d'aprovació a l'agregador de ressenyes d’Internet Rotten Tomatoes, i un 60/100 a Metacritic.

### Mitjans domèstics
Kino International va estrenar la pel·lícula en DVD el 2006. The Criterion Collection va estrenar la pel·lícula en Blu-ray el desembre de 2022 com a part d'una trilogia de Michael Haneke que comprenia les seves tres primeres pel·lícules, juntament amb Der siebente Kontinent (1989) i 71 Fragmente einer Chronologie des Zufalls (1994).